# Hohbruch
Koordinaten: 51° 3′ 0″ N, 5° 53′ 39″ O

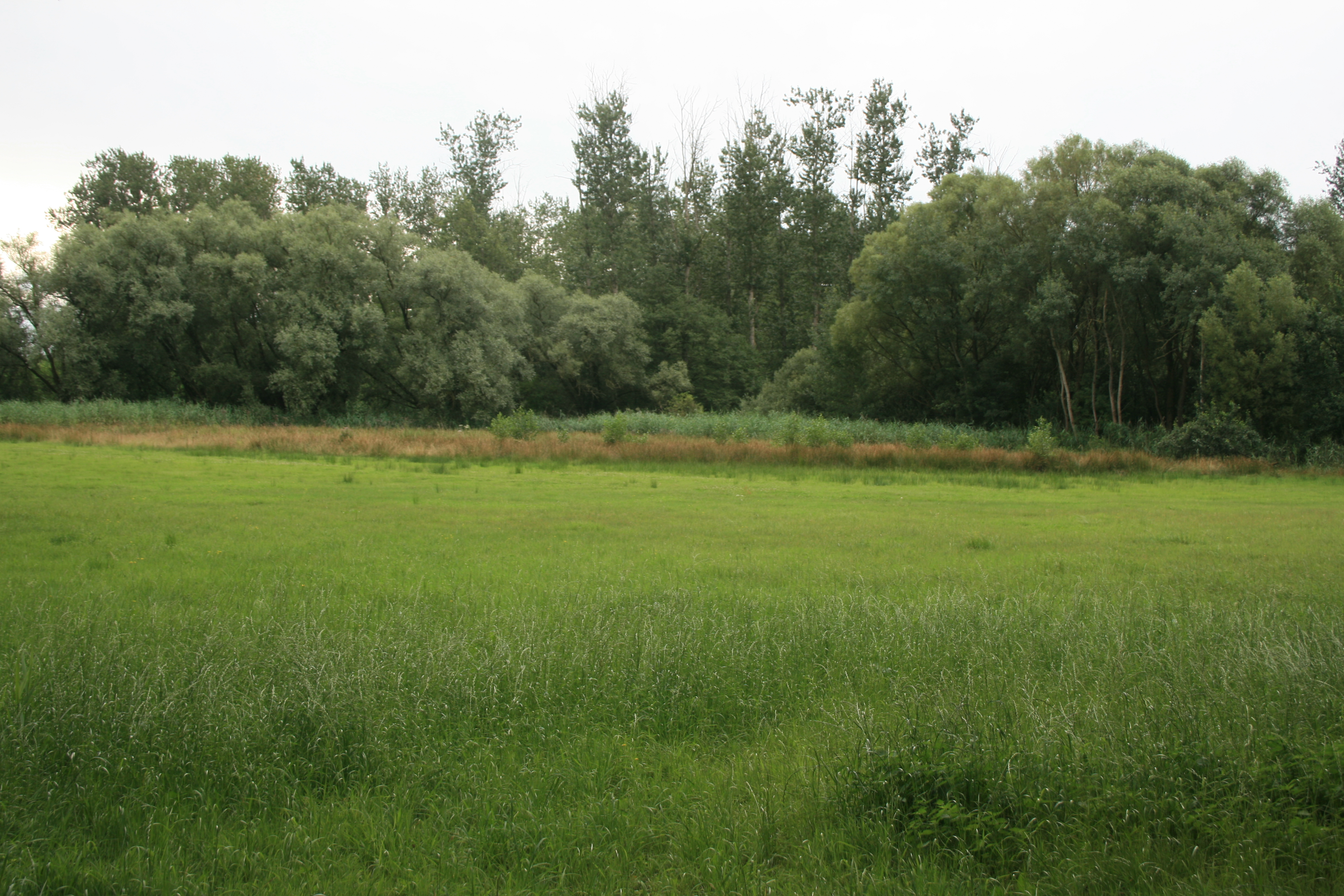
Naturschutzgebiet Hohbruch (Juli 2013)

Das Naturschutzgebiet Hohbruch liegt auf dem Gebiet der Gemeinde Selfkant im Kreis Heinsberg in Nordrhein-Westfalen.
Das Gebiet erstreckt sich westlich von Schalbruch. Westlich, nördlich und östlich verläuft die Staatsgrenze zu den Niederlanden und südlich die Kreisstraße K 2. Nordöstlich des Gebietes erstreckt sich das 44,4 ha große Naturschutzgebiet Im Eiländchen. 

## Bedeutung
Das etwa 32,2 ha große Gebiet wurde im Jahr 1989 unter der Schlüsselnummer HS-010 unter Naturschutz gestellt. Schutzziele sind die Erhaltung und die Wiederherstellung bodenständiger Feuchtwälder und extensiv genutzter (Feucht-) Grünlandgesellschaften.